# Navarretior
Navarretior (Navarretia) är ett släkte av blågullsväxter. Navarretior ingår i familjen blågullsväxter.

## Bildgalleri

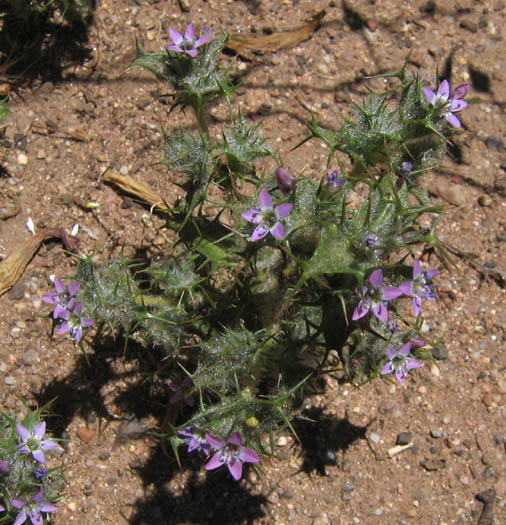
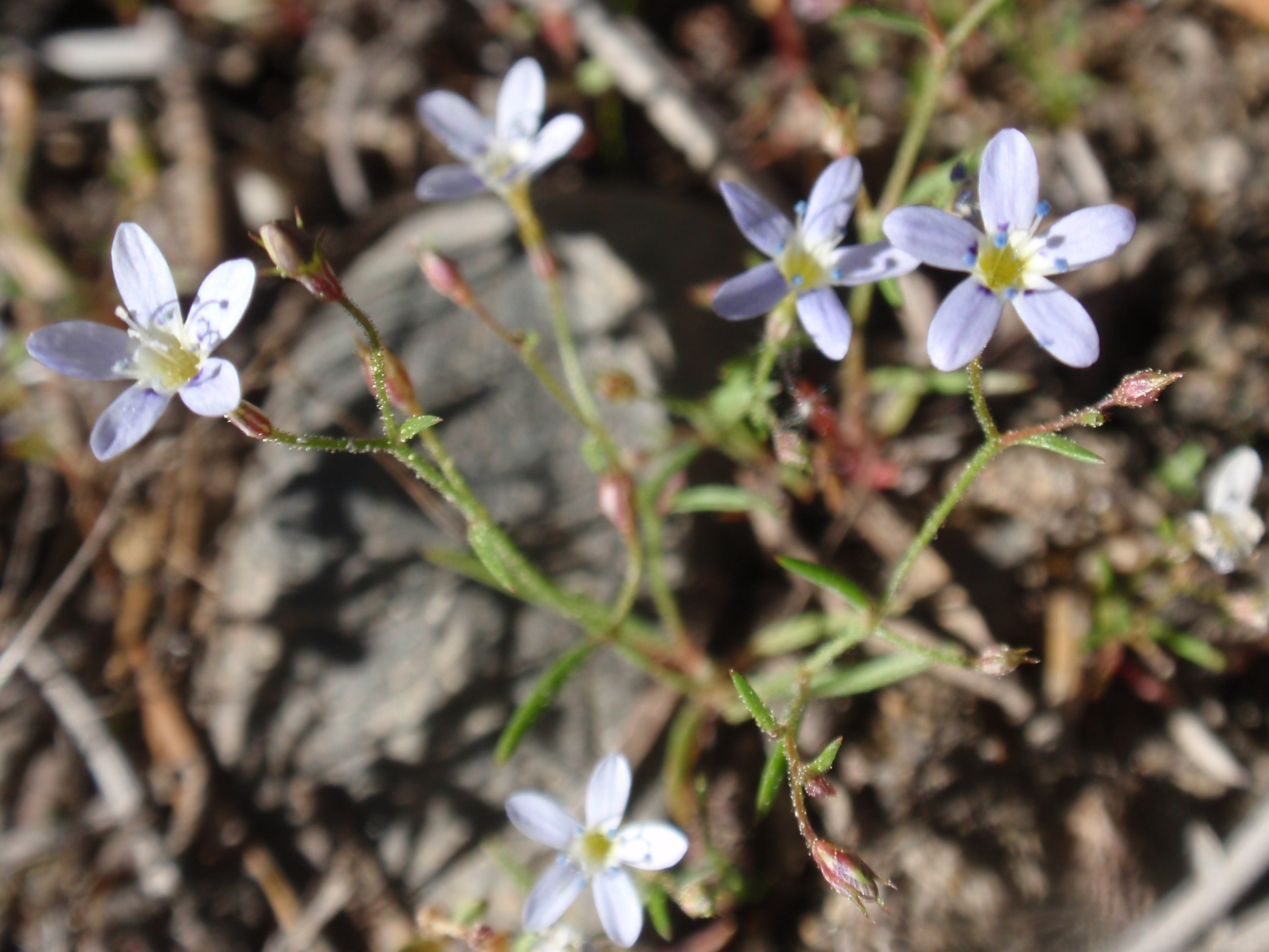
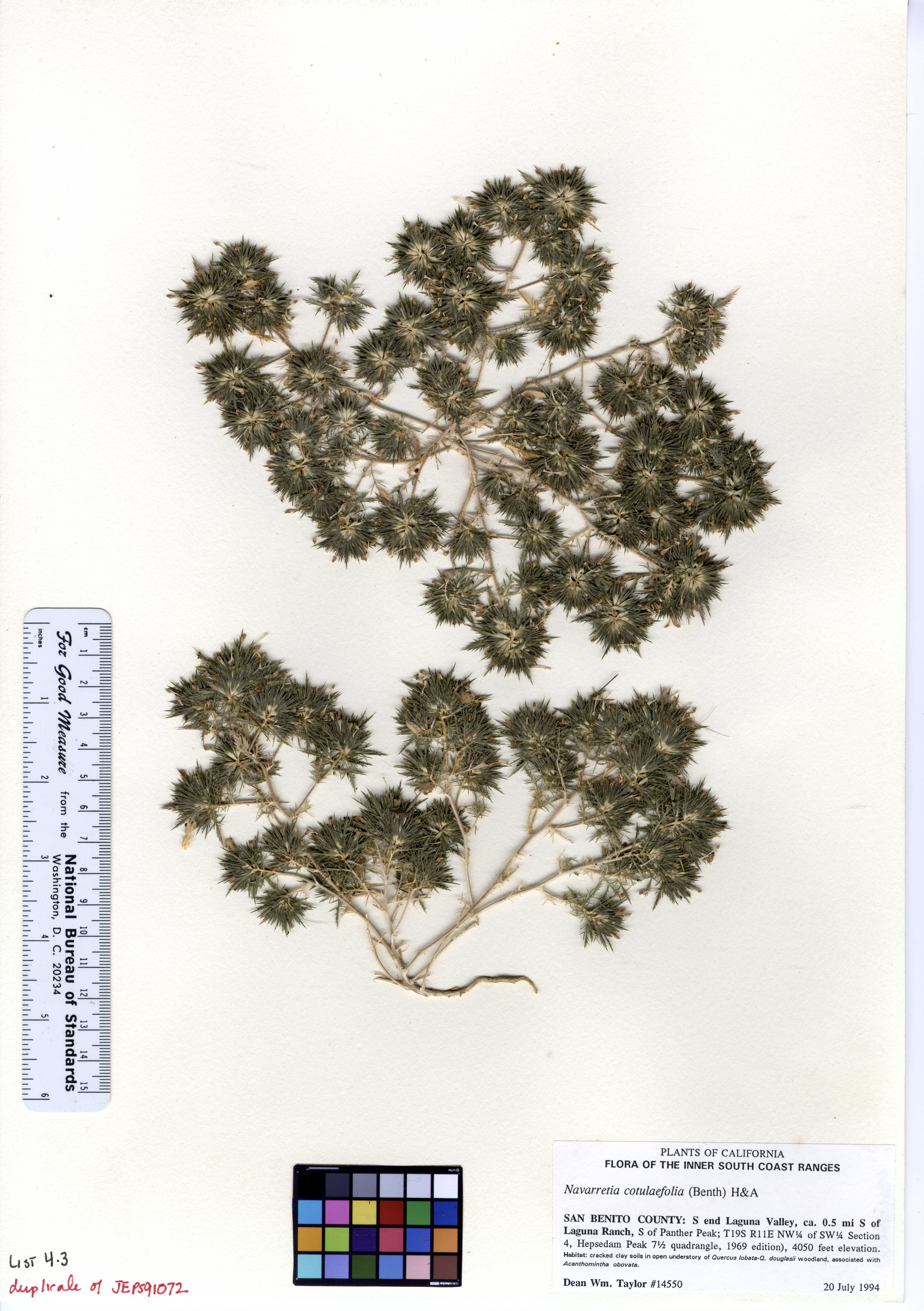
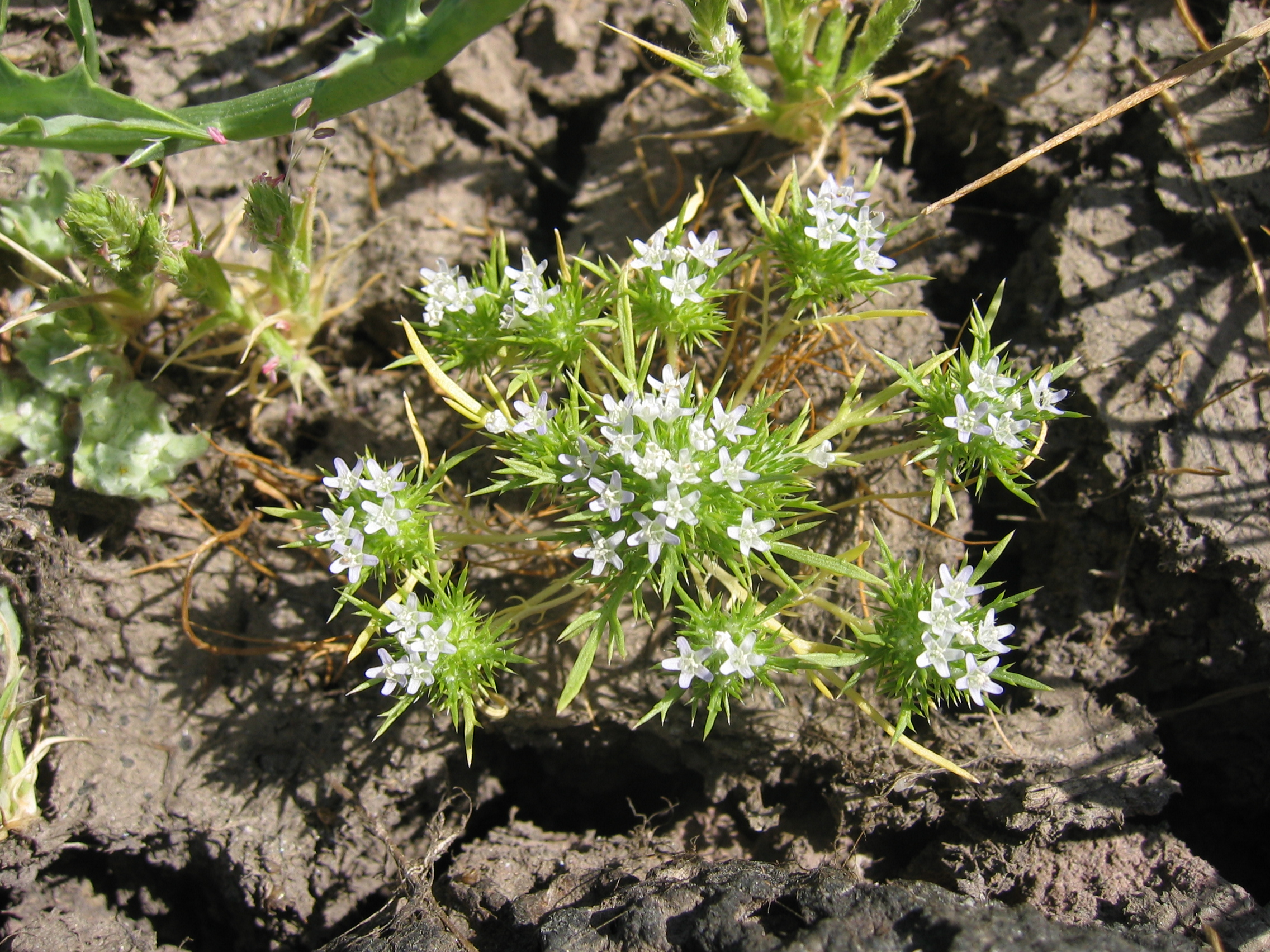
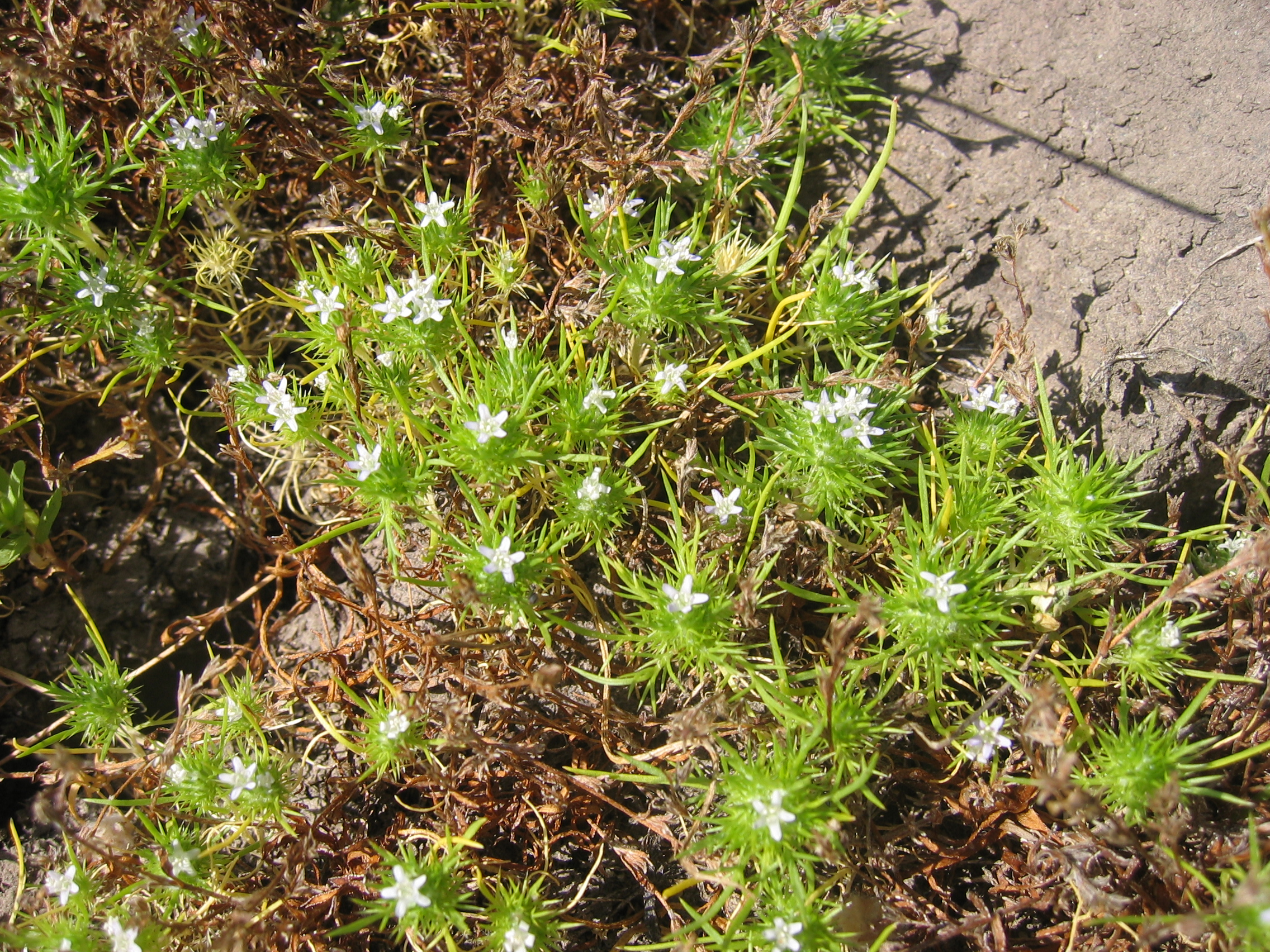
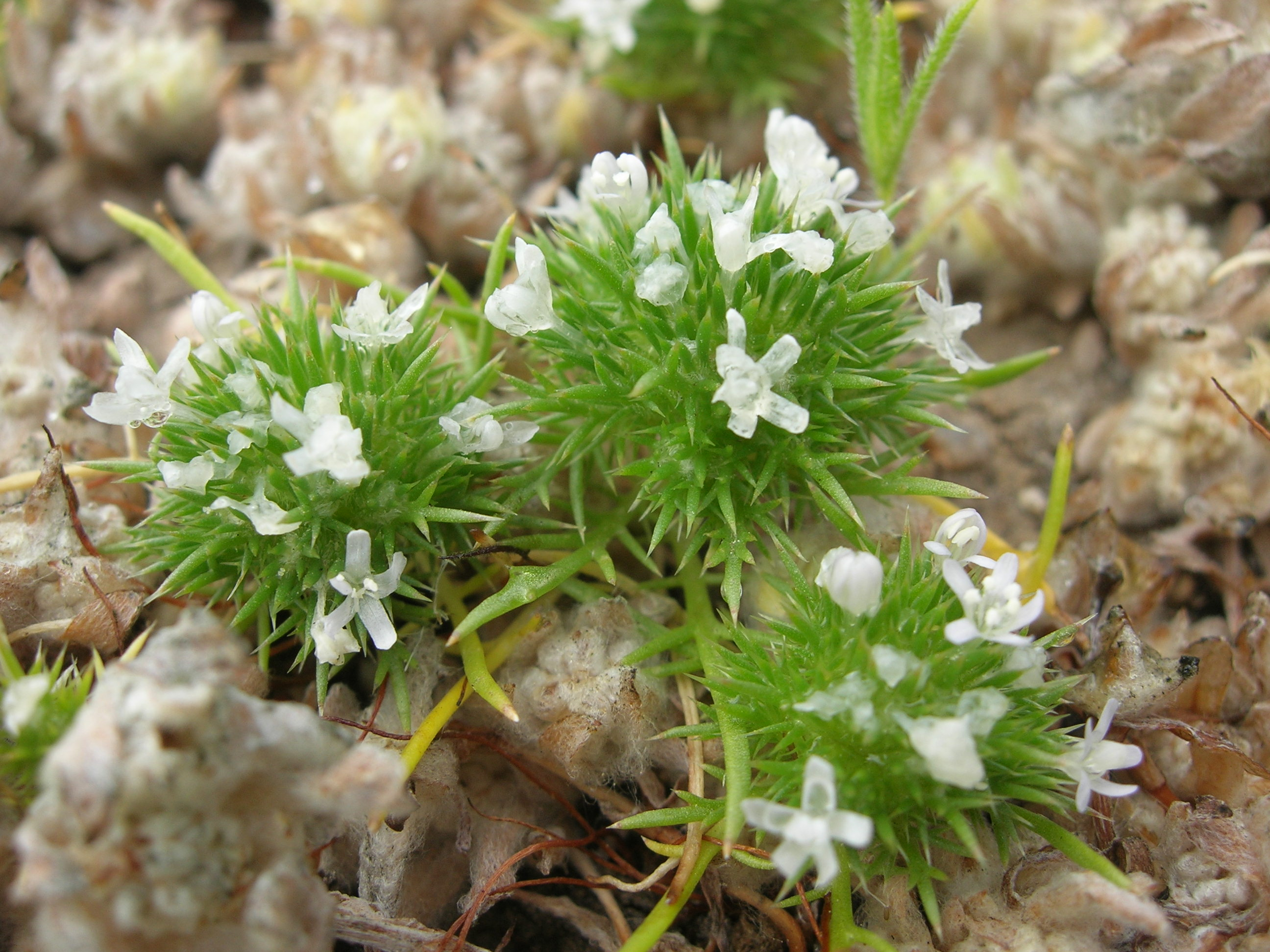

## Dottertaxa till Navarretior, i alfabetisk ordning[1]
- Navarretia atractyloides
- Navarretia breweri
- Navarretia cotulifolia
- Navarretia divaricata
- Navarretia eriocephala
- Navarretia filicaulis
- Navarretia fossalis
- Navarretia furnissii
- Navarretia gowenii
- Navarretia hamata
- Navarretia heterandra
- Navarretia heterodoxa
- Navarretia intertexta
- Navarretia involucrata
- Navarretia jaredii
- Navarretia jepsonii
- Navarretia leptalea
- Navarretia leucocephala
- Navarretia linearifolia
- Navarretia mellita
- Navarretia myersii
- Navarretia nigelliformis
- Navarretia ojaiensis
- Navarretia paradoxiclara
- Navarretia paradoxinota
- Navarretia peninsularis
- Navarretia prolifera
- Navarretia prostrata
- Navarretia pubescens
- Navarretia rosulata
- Navarretia setiloba
- Navarretia sinistra
- Navarretia squarrosa
- Navarretia subuligera
- Navarretia tagetina
- Navarretia viscidula